# برایس کریک (کارولینای شمالی)
برایس کریک (به انگلیسی: Brices Creek) شهری در ایالت کارولینای شمالی کشور ایالات متحده آمریکا است که جمعیت آن در سرشماری سال ۲۰۱۰ میلادی، ۳٬۰۷۳ نفر بوده‌است.